# Branko Miljuš
Branko Miljuš (Knin, 1960. augusztus 17. –) olimpiai bronzérmes jugoszláv válogatott horvát labdarúgó, hátvéd.

## Pályafutása

### Klubcsapatban
1980 és 1988 között a Hajduk Split labdarúgója volt és két jugoszláv kupagyőzelmet ért el a csapattal. 1988 és 1990 között a spanyol Real Valladolid, 1990 és 1992 között a portugál Vitória FC együttesében szerepelt.

### A válogatottban
1984-ben 14 alkalommal szerepelt a jugoszláv válogatottban. Részt vett az 1984-es franciaország Európa-bajnokságon. Az 1984-es Los Angeles-i olimpián pedig bronzérmet szerzett a csapattal.

## Sikerei, díjai
Jugoszlávia
- Olimpiai játékok
  - bronzérmes: 1984, Los Angeles

 Hajduk Split
- Jugoszláv kupa
  - győztes (2): 1984, 1987